# سيدني بيرهام
سيدني بيرهام (بالإنجليزية Sidney Perham) وهو سياسي أمريكي كان حاكما على ولاية مين الأمريكية ينتمي سيدني بيرهام إلى الحزب الجمهوري. ولد سيدني بيرهام في 27 أذار - مارس من سنة 1819 في ولاية مين. خدم بيرهام في مجلس النواب الأمريكي من عام 1863 إلى عام 1869. شغل بيرهام منصب حاكم على ولاية مين ما بين عامي 1871 إلى عام 1874 توفي سيدني بيرهام في 10 نيسان - أبريل من سنة 1907 في العاصمة الأمريكية واشنطن.